# EDGeS@Home
EDGeS@Home (Enabling Desktop Grids for e-Science) — проект добровольных вычислений, построенный на платформе BOINC. Целью проекта является интеграция различных грид-систем (в том числе на платформе BOINC) в рамках проекта EGEE , разрабатываемого в рамках седьмой рамочной программы Евросоюза (англ. Seventh Framework Programme). В настоящее время единственным активным приложением является модуль AutoDock, решающий задачи в области молекулярного докинга. До мая 2012 г. в рамках проекта единственным расчетным модулем был ISDEP — интегратор стохастических дифференциальных уравнений, используемый для моделирования поведения плазмы в магнитном поле (см. ITER). Проект координируется Лабораторией параллельных и распределенных систем (англ. Laboratory of Parallel and Distributed Systems, LPDS)  Венгерского центра грид-вычислений (англ. Hungarian Grid Competence Center, MGKK) .
Вычисления в рамках проекта стартовали в октябре 2009 года . По состоянию на 24 мая 2012 года в нем приняли участие более 7 000 пользователей (более 17 000 компьютеров) из 84 стран, обеспечивая интегральную производительность на уровне 2,6 терафлопс .
Существует мнение , что в настоящее время проект работает в тестовом режиме с целью проверки работоспособности ПО. Косвенным подтверждением этого является отсутствие информации о прогрессе вычислений в BOINC Manager (бегунок принимает лишь два значения: 0 % или 100 %), отсутствие сохранения промежуточных результатов расчетов (например, при выключении компьютера), отсутствие смены версий расчетного модуля и каких-либо новостей о текущих результатах расчетов, что нетипично для большинства активно работающих проектов.

## Текущие проекты

### ISDEP
С октября 2009 по май 2011 гг. единственным активным приложением являлся расчетный модуль ISDEP (англ. Integrator of Stochastic Differential Equations for Plasmas), реализующий моделирование поведения высокотемпературной плазмы в присутствии электромагнитного поля . Термоядерный синтез является одной из перспективных и в то же время достаточно сложных технологий получения энергии без загрязнения окружающей среды (выбросами углекислого газа или радиоактивными отходами). Кроме того, термоядерные реакторы безопаснее существующих ядерных, основанных на реакции деления тяжелых ядер. В настоящее время страны Евросоюза при поддержке США, России, Индии, Китая, Кореи, Казахстана, Канады и Японии работают над созданием на юге Франции экспериментального термоядерного реактора ITER с целью экономически эффективного производства электроэнергии. Предсказание и оптимизация поведения плазмы в реакторе требует больших вычислительных мощностей. Национальная лаборатория плазмы (англ. National Fusion Laboratory) в CIEMAT разработала код программы, выполняющий необходимые расчеты. Впоследствии код был портирован для использования в составе проекта EDGeS@Home.
Основной задачей управляемого термоядерного синтеза является электромагнитное удержание достаточного количества плазмы высокой плотности достаточно продолжительное время. Внутри реактора топливо (смесь дейтерия и трития) находится в состоянии плазмы: почти все атомы ионизированы и находятся под воздействием электромагнитных сил. Различия в поведении положительно и отрицательно заряженных частиц под действием электромагнитного поля являются причиной уникального поведения плазмы, существенно отличного от известных агрегатных состояний вещества (твердые тела, жидкости и газы). Основная идея проекта — заставить двигаться заряженные частицы по окружности, следуя за линиями напряженности магнитного поля (англ. Larmor rotation). Существует два вида термоядерных реакторов: токамаки и стеллараторы. При их работе необходим учет эффектов, отличающихся от идеализированного случая:
- магнитное поле неоднородно ввиду конструктивных особенностей используемого тороидального магнита;
- в процессе реакции приблизительно 1023 частиц взаимодействуют друг с другом.

В результате этого возникает эффект collisional transport , выражающийся в потере части частиц и тепла на границах центральной зоны реактора. Указанный механизм должен быть хорошо предсказуем и управляем для достижения высокой производительности реактора, что и является целью проводимых исследований. Одной из задач проекта является преодоление некоторых ограничений (линеаризации, невозможность моделирования сложной формы геометрии реактора) стандартных подходов в процессе моделирования эффекта путём численного решения стохастических дифференциальных уравнений с использованием метода Рунге-Кутта . Данная задача хорошо поддается распараллеливанию с использованием грид: каждый компьютер считает одну или несколько траекторий движения ионов плазмы. Полученные результаты (траектории движения частиц) собираются вместе и анализируются статистически, что позволяет изучение свойств эффекта collisional transport на новом уровне: при монотонном увеличении температуры и плотности потока частиц, изучение недиффузного транспорта (англ. non-diffusive transport), асимметрии магнитных поверхностей и немаксвелловских функций распределения.
Код ISDEP разработан таким образом, что отдельные узлы не требуют обмена данными друг с другом во время проведения расчетов. Типичная симуляция поведения плазмы заключается в запуске множества идентичных заданий, отличающихся только значениями псевдослучайных чисел, используемых в ходе моделирования. Полученные данные собираются и анализируется совместно. Для получения адекватных результатов потребуется 10-15 лет вычислительного времени с использованием грид.
В перспективе дальнейших исследований — учет корпускулярно-волновых взаимодействий частиц, их резонансов и неустойчивостей плазмы.
Код проекта разработан при участии Института биовычислений и физики сложных систем (англ. Institute of Biocomputacion and Physics of Complex Systems, BIFI), Университет Сарагоссы (англ. University of Zaragoza); Национальной лаборатории плазмы (англ. National Fusion Laboratory), Центр энергетики, экологических и технологических исследований (англ. Centre of Energetic, Environmental and Technological Research) и Мадридского университета Комплутенсе (англ. Complutense University of Madrid).
Приложение ISDEP также может выдавать задания через испанский грид-проект Ibercivis . Администраторы проекта EDGeS@Home утверждают , что используется одно приложение (ISDEP) с разными наборами данных для расчета. В настоящее время выдача заданий приостановлена для ISDEP в Ibercivis приостановлена. Возможной причиной этого может являться попытка создания единой европейской грид-инфраструктуры в рамках проекта EDGeS@Home , включающего в себя дочерние гриды (например, Ibercivis, SZTAKI Desktop Grid, AlmereGrid, грид университета Вестминстера и т.д.).
Вычисления в рамках данного подпроекта завершены 21 мая 2011 г.

### AutoDock
21 мая 2011 г. был анонсирован новый расчетный модуль AutoDock, направленный на решение задач в области молекулярного докинга.

## Будущие проекты
К запуску планируется еще ряд проектов , однако задания для них пока не выдаются.